# Tom Tom Club
I Tom Tom Club sono un gruppo musicale new wave statunitense, nati nel 1980 come progetto parallelo dei Talking Heads a opera di due dei suoi membri, i coniugi Tina Weymouth e Chris Frantz.

## Storia

### I successi
I Tom Tom Club hanno riscosso subito successo con la pubblicazione dei singoli Wordy Rappinghood e Genius of Love, entrambi estratti dal loro eponimo album d'esordio Tom Tom Club, pubblicato dalla Sire negli Stati Uniti e nel resto del mondo dalla Island Records nel 1981. Entrambi i singoli hanno ottenuto un buon successo commerciale così come il primo disco, accolto bene dal pubblico del nord Europa e degli Stati Uniti. La promozione del primo disco del gruppo si è conclusa con l'estrazione del terzo e ultimo singolo Under the Boardwalk, che ha ottenuto un discreto successo nella classifica dance statunitense.
Successivamente, nel 1983, hanno pubblicato il secondo album Close to the Bone. Accompagnato dai singoli The Man With The Four Way Hips, di grande successo nella classifica dance statunitense, e Pleasure of Love, il disco ha ottenuto un successo inferiore al precedente, pur riuscendo a comparire nelle classifiche di Stati Uniti, Svezia e Nuova Zelanda.

### Ritorno sulle scene
Dopo cinque anni di assenza dalle scene, nel 1988 hanno pubblicato il loro terzo album di inediti, Boom Boom Chi Boom Boom, promosso dai singoli Don't Say No e Suboceana. Il disco non ha riscosso il successo sperato, piazzandosi appena alla posizione numero 114 della classifica statunitense, tuttavia il singolo Suboceana ha riscosso un discreto successo nelle classifiche dance.
Il 1992 ha visto la pubblicazione del quarto album di inediti del complesso, intitolato Dark Sneak Love Action, senza ottenere il consenso del pubblico. L'album è stato anticipato dall'uscita del singolo Sunshine and Ecstasy, che ha comunque ottenuto un discreto successo nella classifica statunitense "Dance Music/Club Play Singles". L'ultimo album di inediti del gruppo in ordine cronologico, The Good, The Bad, and the Funky, è uscito nel 2000 ed è passato inosservato all'attenzione del pubblico.

### Gli anni 2000: live e raccolte
Nel corso degli anni duemila, il gruppo non ha prodotto nuovo materiale discografico inedito; nel 2003 è stato pubblicato il disco dal vivo Live @ the Clubhouse, mentre nel 2009 sono uscite le ristampe rimasterizzate e aggiornate dei primi due dischi del gruppo, Tom Tom Club e Close to the Bone.
Nel 2010 è stata pubblicata una raccolta delle canzoni più note della band, intitolata come una delle loro canzoni più note, Genius of Love.
Nel 2012 hanno pubblicato un nuovo album di inediti, Downtown Rockers.

## Discografia

### Album
- 1981 - Tom Tom Club
- 1983 - Close to the Bone
- 1988 - Boom Boom Chi Boom Boom
- 1992 - Dark Sneak Love Action
- 2000 - The Good, The Bad, and the Funky
- 2012 - Downtown Rockers

### Live
- 2003 - Live @ the Clubhouse

### Raccolte
- 2009 - Tom Tom Club/Close to the Bone (Remastered & Expanded Edition)
- 2010 - Genius of Love

### Singoli
- 1981 - Wordy Rappinghood
- 1981 - Genius of Love
- 1982 - Under the Boardwalk
- 1983 - The Man With The Four Way Hips
- 1983 - Pleasure of Love
- 1988 - Don't Say No
- 1989 - Suboceana
- 1992 - Sunshine and Ecstasy
- 1992 - You Sexy Thing
- 2000 - Love to Love You Baby
- 2000 - Happiness Can't Buy Money
- 2007 - Mistletunes